# Мора (окръг)
Вижте пояснителната страница за други значения на Мора.
Окръг Мора (на английски: Mora County) е окръг в щата Ню Мексико, Съединени американски щати. Площта му е 5006 km², а населението – 4551 души (2017). Административен център е град Мора.